# Ротела
Ротела (итал. Rotella) насеље је у Италији у округу Асколи Пичено, региону Марке.
Према процени из 2011. у насељу је живело 406 становника. Насеље се налази на надморској висини од 390 м.

## Становништво
| 1931. | 1936. | 1951. | 1961. | 1971. | 1981. | 1991. | 2001. | 2011. |
| ----- | ----- | ----- | ----- | ----- | ----- | ----- | ----- | ----- |
| 2.816 | 2.939 | 3.018 | 2.257 | 1.368 | 1.112 | 1.058 | 1.000 | 936   |